# Ismail Shammout
Ismail Shammout (en árabe: إسماعيل شموط‎) (Lydda, Mandato Británico de Palestina, 2 de marzo de 1930 - 3 de julio de 2006) fue un pintor e historiador de arte palestino, considerado por algunos como un pionero y uno de los fundadores del arte palestino moderno (a través de sus pinturas y exposiciones) a principios de los años 50, aunque para otros, vino a fortalecer y visibilizar un movimiento que ya se observaba en trabajos de diversos artistas palestinos de la primera mitad del siglo XX.

## Biografía
Nacido en Lydda, el 12 de julio de 1930 junto a su familia fueron parte del grupo de 25.000 residentes de Lydda expulsados de sus hogares por el ejército de Israel. La familia Shammout se traslada entonces al campo de refugiados de Jan Yunis, en la Franja de Gaza.
En 1950, viaja hacia El Cairo e ingresa al College of Fine Arts, para volver a Gaza en 1953, donde realiza su primera exhibición, la que alcanza un gran éxito.
En conjunto con la artista palestina Tamam al Akhal participó en la denominada Palestine Exhibition of 1954 en El Cairo, que fue inaugurada por presidente egipcio Gamal Abdul Nasser. Luego, en 1954 viaja a Italia por dos años, donde ingresa a la Academia De Belle Arti de Roma gracias a una beca del gobierno italiano. En 1959 en tanto, se casa con al Akhal. 
Shammout llegó a ser parte de la Organización para la Liberación de Palestina (OLP) (en árabe: منظمة لتحرير فلسطين‎ Munaẓẓama li-Taḥrīr Filisṭīn), ocupando el cargo de Director de las Artes y Cultura Nacional en 1965. Además, ocupó el cargo de Secretario General de la Unión de Artistas Palestinos, mientras que en 1969 alcanza la posición de Secretario General en la Unión de artistas árabes. En 1992, se muda junto a su esposa hacia Alemania debido al inicio de la Guerra del Golfo, para posteriormente radicarse en Jordania en 1994.
Junto con al Akhal, regresó a Lydda en 1997, ciudad que ahora era parte de Israel, falleciendo años más tarde a la edad de 76 años en Alemania, mientras se sometía a una cirugía al corazón.

## Trabajo artístico
Shammout, junto a otros pintores como Ibrahim Ghannam, fue un artista palestino de gran influencia, cuyo estilo de pintura utilizaba predominantemente símbolos reconocidos de la cultura y tradiciones de origen palestino. Su trabajo fue exhibido (en colaboración conjunta con su esposa) en varias ciudades palestinas como Jerusalén, Nablus y Ramallah; además expuso en varios países árabes (Jordania, Siria, Libia y Kuwait) y diversas capitales en otros países occidentales (Londres, Berlín, Sofía, Pekín, Belgrado y Moscú).
En varias entrevistas, el artista planteó que su obra pictórica podía ser dividida en al menos cinco etapas, las que se encontraban predefinidas por un espacio temporal asociado a su propia vida.

### Fase I
Esta etapa considera a su obra de los años cincuenta, y que en general imprime aquellas repercusiones de la tragedia asociada a los refugiados palestinos adoptado un estilo realista en sus pinturas, muchas de las cuales fueron realizadas en el College of Fine Arts de El Cairo. Aquí destacan: ¿Dónde...? (en árabe: إلى أين...؟‎), "vamos a volver" (en árabe: سنعود‎), "el comienzo de la tragedia" (en árabe: بداية المأساة‎), "dosis de agua" (en árabe: جرعة ماء‎), y "Memorias y fuego" (en árabe: ذكريات ونار‎), entre otros.
En este contexto, su lienzo en óleo titulado ¿Donde ..? (en árabe: إلى أين...؟‎) de 1953 (que representa el éxodo de Lydda y Ramle en julio de 1948), ha alcanzado el estatus de ícono en la cultura palestina, toda vez que es quizás, una de las versiones más conocidas de la experiencia como refugiados de dicho pueblo. Aquí, en primer plano se muestra una imagen de tamaño natural de un anciano vestido con harapos que lleva un bastón en su mano izquierda mientras que en la mano derecha agarra la muñeca de un niño que llora; justo detrás de ellos, se observa un tercer niño que llora y camina solo; al fondo en tanto, se aprecia en el horizonte una ciudad árabe con un minarete, mientras que en el terreno del lado izquierdo hay un árbol seco.

### Fase II
Aquí se tiene su trabajo de los años sesenta, fase en la que su obra estuvo influenciada por la puesta en marcha el Estado palestino, pasando de la pena a un estado de motivación; Shammout reinterpreta el papel de los colores en su pintura, adoptando un estilo simbólico expresivo, así como un marcado realismo. Algunos de sus trabajos de este período son: "Recién casados en la frontera" (en árabe: عروسان على الحدود‎), "La Energía está a la espera" (en árabe: طاقة تنتظر‎), "Hasta el amanecer" (en árabe: حتى الفجر‎), y "danza de la victoria" (en árabe: رقصة النصر‎), entre otros.

### Fase III
Observable a mediados de los años sesenta, y que involucra una fase de resistencia armada palestina, reflejando el movimiento y la armonía cromática y lineal. Sus pinturas más destacadas son: "Opera de Palestina" (en árabe: مغناة فلسطين‎), "mano verde" (en árabe: اليد الخضراء‎), "la vida continua" (en árabe: الحياة المستمرة‎) y "primavera" (en árabe: الربيع‎), entre otros.

### Fase IV
A mediados de los setenta su obra se ve influenciada por la invasión al Líbano por parte de Israel y el sufrimiento de los campos de refugiados palestinos; Shammout abordó nuevamente la pena en sus pinturas, pero con un poco de violencia, utilizando colores vivos. Destacan aquí diversas pinturas en acuarela producidas en el año 1976 bajo el título "Tel Zaatar" (en árabe: تل الزعتر‎), y en las que aparece un nuevo elemento: la espontaneidad expresiva y la ausencia de algunos elementos de realismo.

### Fase V
Una fase dominada por la tendencia romántica.
Desde 1997 hasta el año 2000, Shammout y al Akhal pintaron una colección de 10 murales de gran tamaño titulado «Palestina: el Éxodo y la Odisea», y que ilustraban, a través de una secuencia cronológica, la difícil situación de los palestinos desde 1948.
Como historiador del arte, realizó diversas publicaciones relativas al arte palestino, entre las que se pueden mencionar:
- Jóvenes artistas (en árabe: الفنان الشاب‎), Beirut, 1957.
- Imágenes de la historia política de Palestina (en árabe: فلسطين صور تأريخ وسياسة‎), Beirut, 1972.
- Arte Nacional Palestino (en árabe: فن وطني فلسطيني‎), Beirut, 1978.
- Palestina en perspectiva (en árabe: فلسطين في المنظور‎), Beirut, 1978.
- Arte en Palestina (en árabe: الفن التشكيلي في فلسطين‎), Kuwait, 1988.